# Carles Mulet Garcia
Carles Mulet Garcia (Castelló de la Plana, 19 d'abril de 1975) és un polític valencià, senador designat per les Corts Valencianes en la IX i X legislatura del País Valencià.

## Biografia
Ha estudiat filosofia a la Universitat de València i Humanitats per la Universitat Oberta de Catalunya. Comença militant a Esquerra Unida del País Valencià (EUPV) on va formar part de l'executiva entre el 1996 i 2008, moment en què abandona la formació i s'integra en el nou partit Iniciativa del Poble Valencià (IdPV) que liderava Mónica Oltra i que forma la coalició Compromís.
Mulet fou regidor de l'Ajuntament de Cabanes (la Plana Alta) entre el 2003 i el 2019. En juliol de 2015 fou designat senador per les Corts Valencianes. Càrrec que va renovar el 2019.
El 2 de febrer del 2023, un grup de feixistes van provar de rebentar la presentació del seu llibre Carles Mulet, una temporada al Senat, escrit juntament amb Emma Zafón i Jordi Maura. Els avalotadors van insultar, xiular i cridar fins que la Policia Municipal van dissoldre la concentració, que va deixar pintades fora de l’edifici. Portaven pancartes que feien referència a la creu dels caiguts del Parc Ribalta, retirada per la llei de Memòria Històrica el mes anterior.